# 略雷
略雷（法語：Lieurey，法語發音：[ljøʁɛ]），法国西北部市镇，位于诺曼底大区厄尔省，隶属于贝尔奈区，其市镇面积为18.21平方公里，2022年1月1日时人口数量为1,471人，在法国城市中排名第7,005位。
略雷位于厄尔省西北部，略万地区腹地，是一个区域性的中心城市，多条公路在此交汇。

## 地名来源

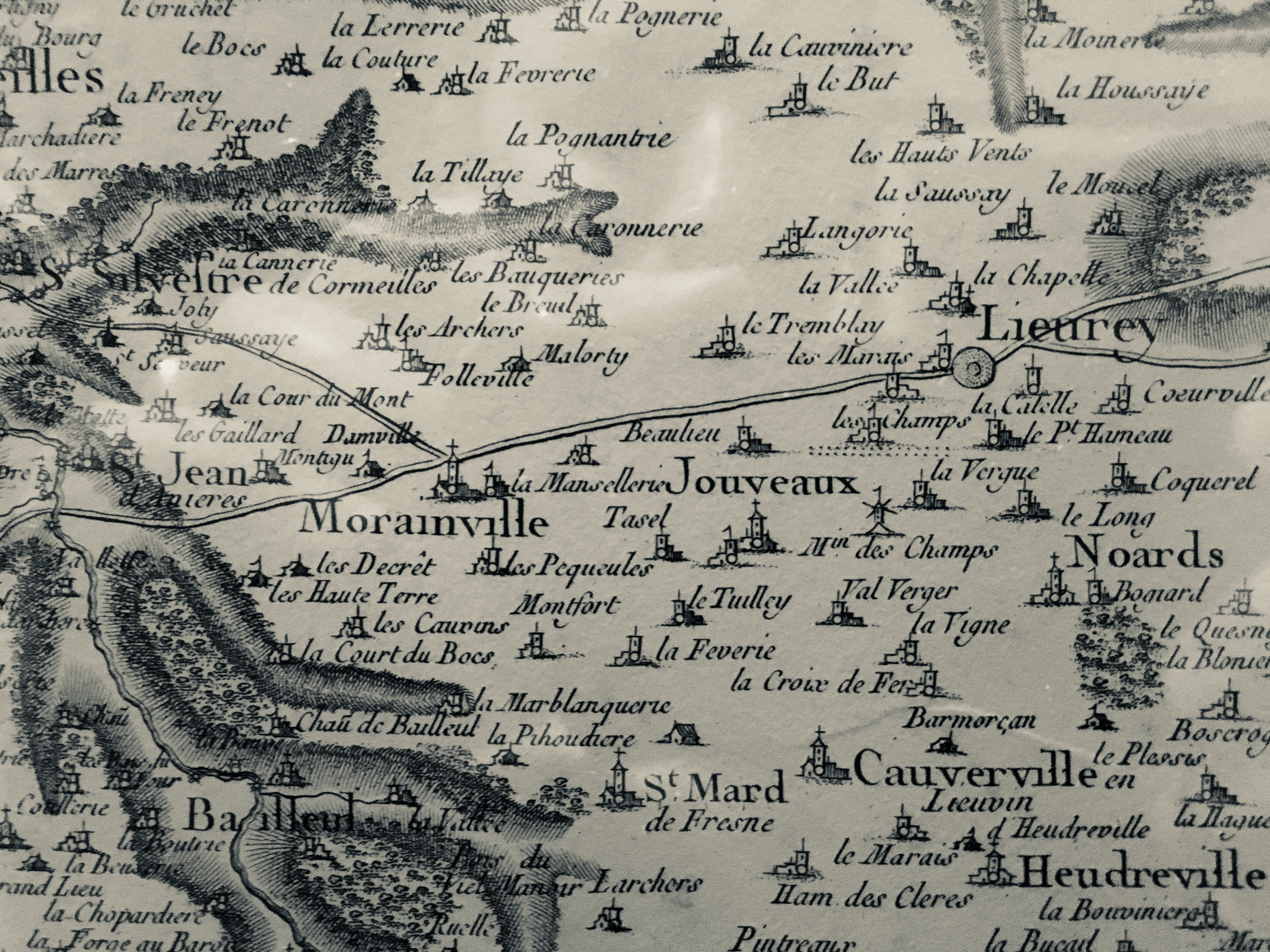
卡西尼地图中的略雷

“Lieurey”最初可能以“Liureis”的形式被记载，该名称的来源及含义尚有待考证。

## 历史
略雷的早期历史尚不清楚，中世纪时该地长期为诺曼底公国的一部分，后被腓力二世夺得成为法兰西王国领土。15世纪末，一条连接科地区和奥尔良之间的商路从略雷经过，略雷出现了鲱鱼集市。法国大革命后，略雷成为厄尔省的一个市镇。1902年，一条途径略雷的地方铁路建成通车，该铁路于1946年关闭。

## 地理

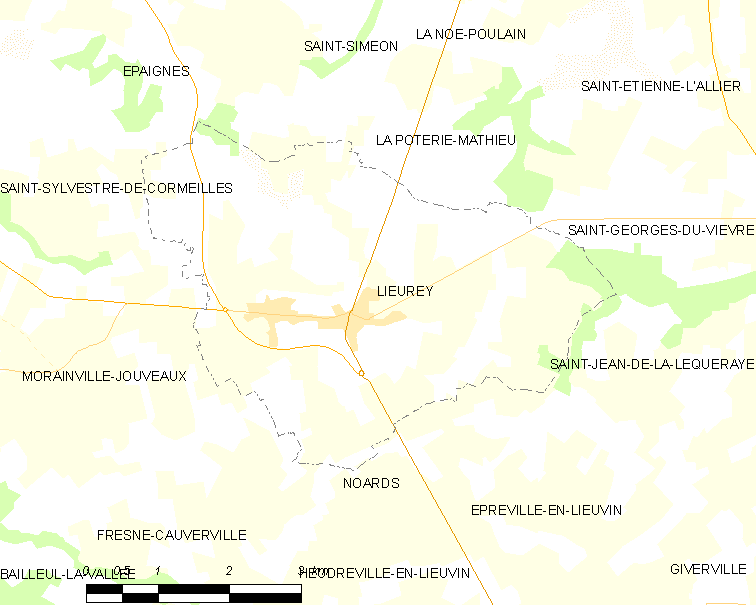
略雷市镇范围地图

略雷位于法国西北部，诺曼底大区中部和厄尔省西部，距离省会埃夫勒大约58公里。与略雷接壤的市镇包括：埃派涅、圣西尔韦斯特德科尔梅耶、拉波特里马蒂厄、圣乔治迪维耶夫尔、莫兰维尔-茹沃、勒梅尼勒圣让、略万地区埃普勒维尔和诺阿尔。

### 地形
略雷位于略万地区腹地，境内以平原和浅丘为主，市镇中心地势较为平坦，全境海拔在138到184米之间。

### 水文
略雷位于图克河和塞纳河流域的分界线地带，其市镇范围内无大型天然地表径流。

### 植被
略雷属于温带阔叶混交林区，当地多博卡日景观，林地散落分布于多个区域。
在鲜花城市的评比中，略雷暂未被评级。

### 气候
略雷在柯本气候分类法中属于温带海洋性气候（Cfb）。

## 行政区划
略雷的市镇编号为27367，邮政编号为27560。
在行政管理方面，略雷隶属于法国诺曼底大区厄尔省贝尔奈区；在地方选举方面，略雷隶属于伯兹维尔县，其市镇范围全境被划入厄尔省第三选区；在社会管理方面，略雷是略万-欧日地区市镇公共社区的组成部分。
截至2023年8月，略雷市镇范围内暂无任何城市敏感街区及城市政策优先街区。
法国国家统计与经济研究所（简称）在进行数据统计时，未将略雷划入任何城市核心区（Unité urbaine）、城市区（Aire urbaine）及城市辐射区（Aire d'attraction de Lieurey）内。此外，还将略雷市镇整体看作一个“块区”（IRIS），以便于统计人口分布情况。

## 交通

### 公路
厄尔省省道D27线、D28线、D137线和D810线在略雷境内交汇。诺曼底大区下属的城际巴士420线经过略雷，该线路可前往贝尔奈和蓬托德梅尔。
2019年，68.0%的略雷家庭拥有至少一辆私人汽车。2021年，略雷境内共发生各类交通事故1起，造成1人重伤。
| 14 | 12 |

| 埃夫勒 | 58 |

| 贝尔奈 | 18 |

| 奥尔贝克 | 27 |

### 铁路
距离略雷最近的运营中的客运铁路车站为19公里外的贝尔奈站，该站停靠前往巴黎、卡昂和鲁昂三个方向的区域列车。

### 航空
距离略雷最近的民用航空站为58公里外的勒阿弗尔机场。

### 城市公共交通
截至2023年，略雷暂无城市公共交通系统。

## 政治

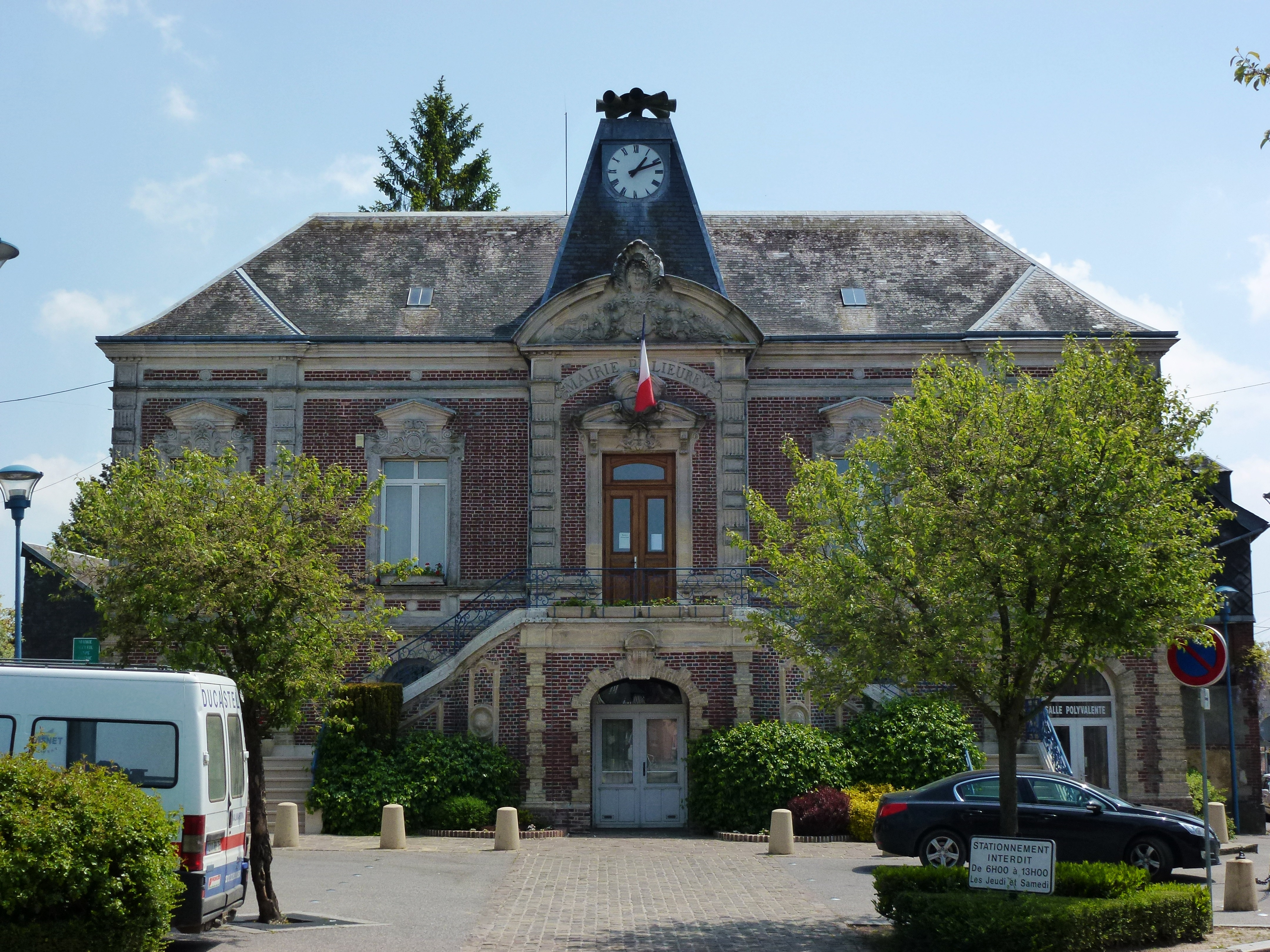
略雷市政厅

略雷的现任市长为伊萨贝尔·西蒙女士（Isabelle SIMON），她是一名无党籍人士，在2020年的市政选举中获得了64.35%的支持率。
在2022年的法国总统大选中，法国极右翼政党国民阵线主席玛丽娜·勒庞在略雷获得了55.83%的支持率。

## 人口
2020年，略雷市镇人口数量为1,502，在法国排名第7,005位。其中男性726人，女性761人，75岁及以上人口占10.0%，外籍人口数量为19人，人口密度为82人/平方公里，当地居民被称为（男性）或（女性）。2020年，略雷境内出生7人，死亡人口15人。
| 略雷1901年－2020年人口变化情况 |
|                                |
| 数据来源：Cassini、INSEE       |

## 经济
略雷是一个区域性的中心城市。截至2023年8月，略雷市镇范围内共有各类用人单位（包含自雇）249家，平均历史为18年，均为中小型企业（PME），2023年6月至8月间，当地的经济活力指数为0。（污水处理）、（屋顶修缮工程）及（企业管理）是当地2021年营业额最高的三个企业，分别为1,007,390欧元、92,903欧元和17,701欧元。

## 财政与居民收入
2021年，略雷的财政收入总额为1,428,690欧元，财政支出总额为1,020,040欧元，当年的债务总额为340,940欧元。2021年，略雷市镇通过增值税获得24,540欧元的收入，此外当地还共获得了69,850欧元的国家直接财政补助。
2019年，略雷的人均月收入总额为1,972欧元，低于法国平均水平（2,303欧元）。
2019年，略雷境内的青壮年（15至64岁）失业率为12.4%；当地38.3%的家庭拥有纳税资格，平均纳税2,403欧元，低于法国平均水平（4,393欧元）。

## 社会事务

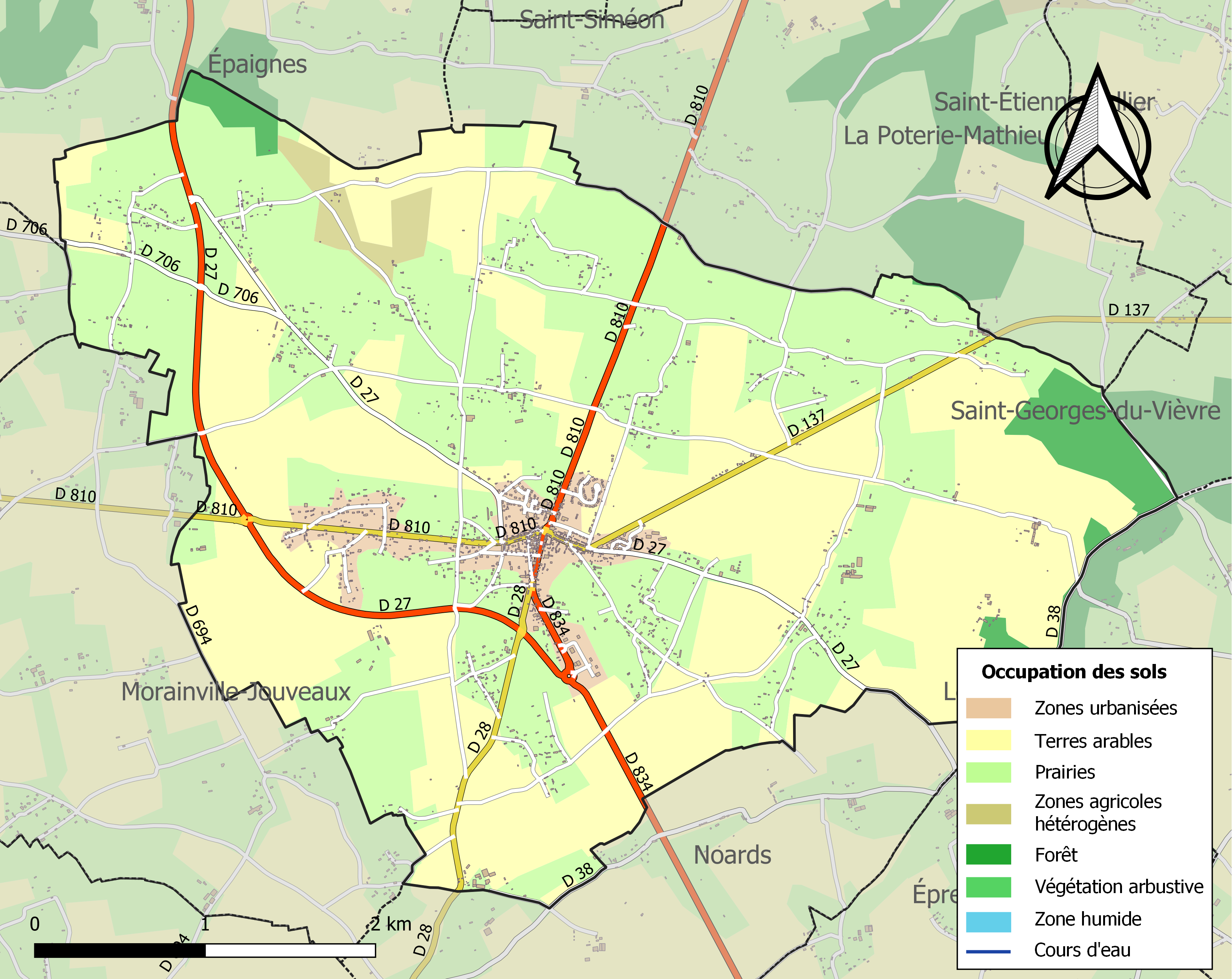
略雷土地利用情况地图

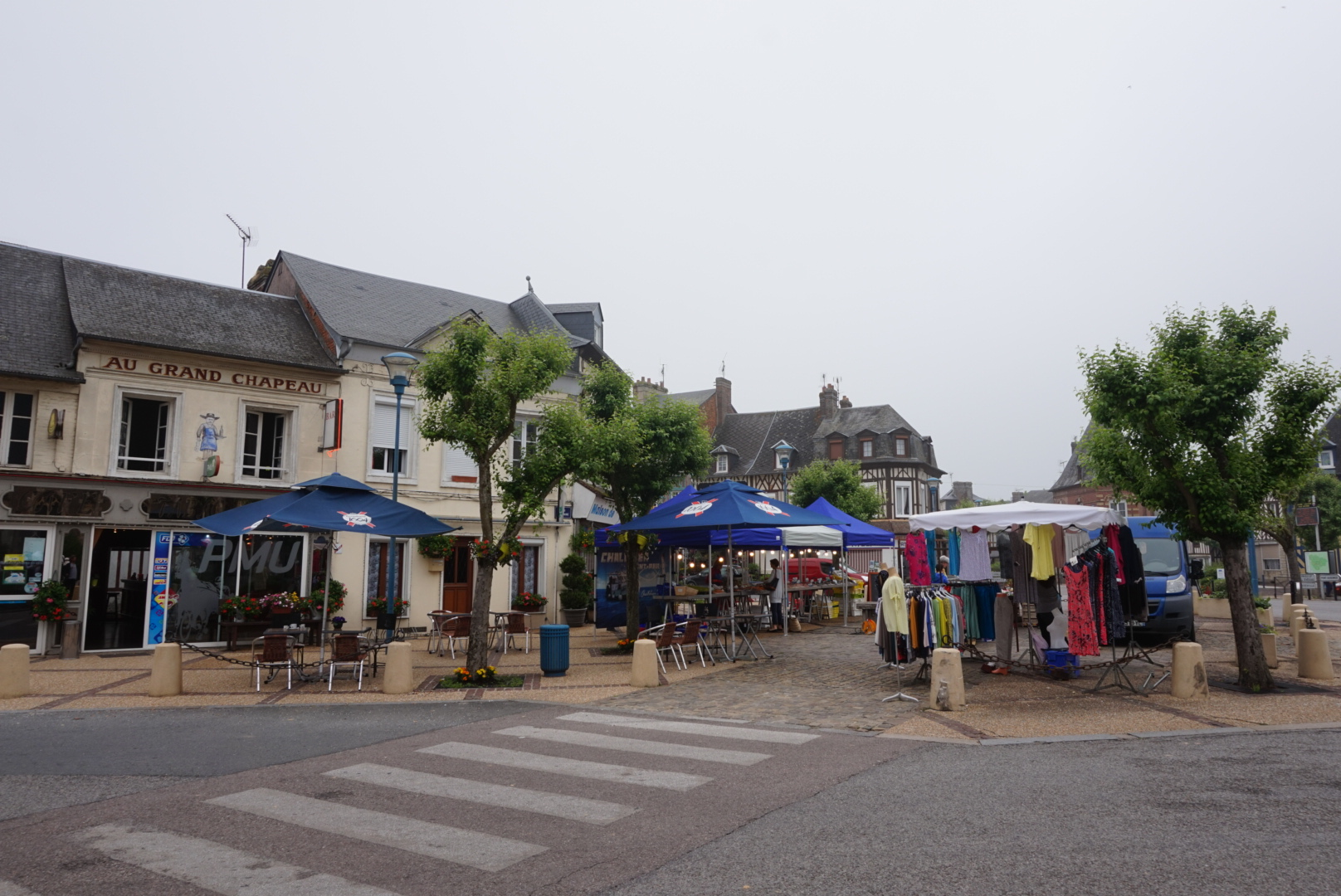
集市

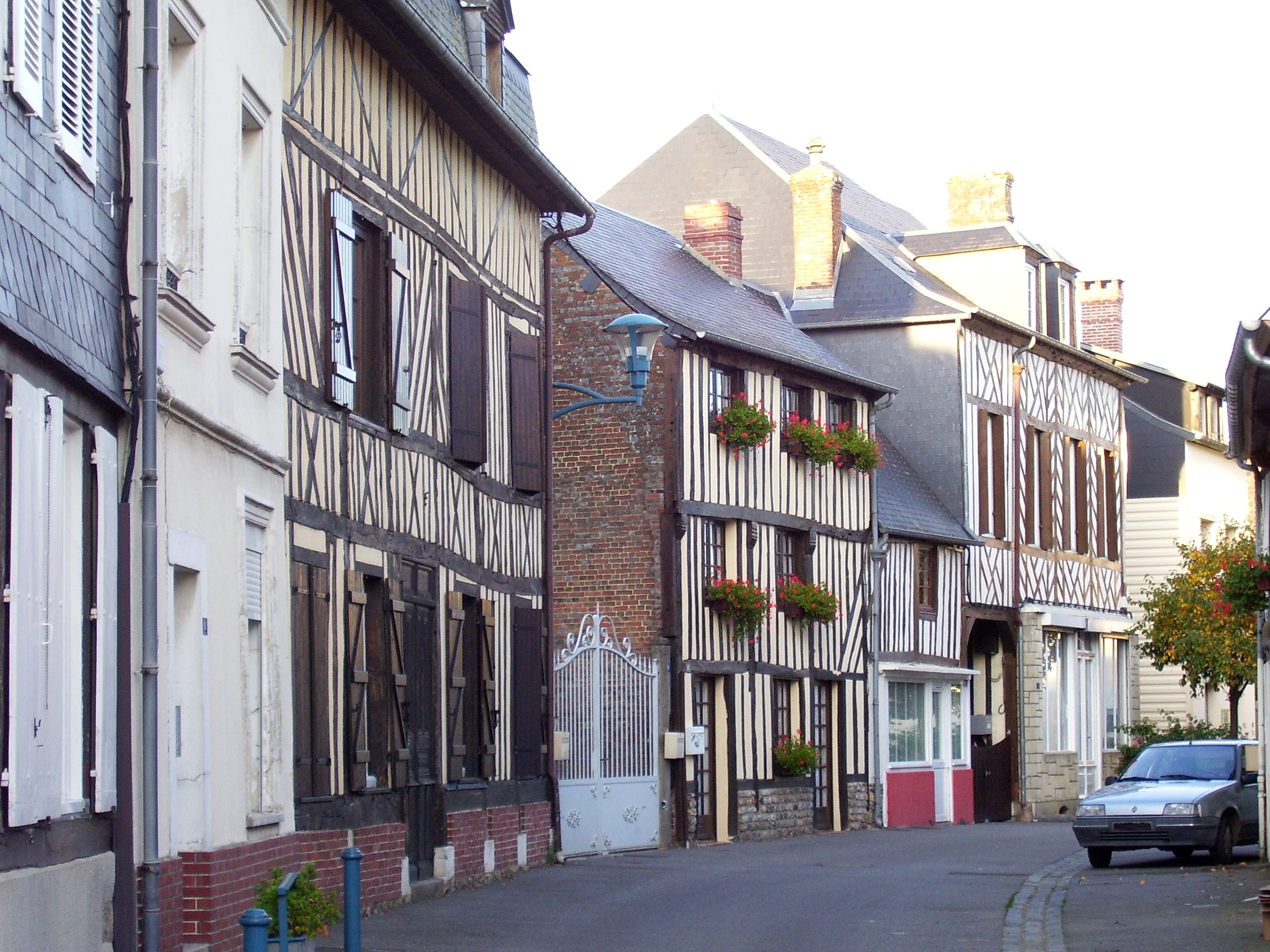
传统民居

### 教育
略雷属于诺曼底学区。截至2021年1月1日，略雷境内共有1所幼儿园、1所小学。

### 医疗
截至2021年1月1日，略雷境内共有全科医生1名、保健师3名、牙医2名和护士6名。境内共有药房1家、养老院1家、残疾人帮扶中心0家。
距离略雷最近的区域性医疗机构为贝尔奈中心医院（Centre Hospitalier Anne de Ticheville de Bernay），其主病区位于贝尔奈，距离略雷市区的正常车程大约18分钟，该院设有床位104个，是当地规模最大的公立综合性医院。

### 住房
2019年，略雷境内共有各类住房844套，其中93.8%为独立式居民区，5.7%为集中式居民区。常住房屋占略雷市镇范围内居民建筑总量的77.0%。
在住房保障政策方面，2021年，略雷境内共有96户家庭获得了住房经济补助，受益人数占总人口数量的6.4%，其中85份为房租补助。

### 商业
2021年，略雷境内共有各类实体商铺38家，其中餐厅3家、大型超市1家、杂货店3家、面包房2家、肉铺1家、美容美发店5家、汽车维修店3家。市区X部建有大型开放式商业街区。

### 体育
2021年，略雷境内共有1间体育馆、2处网球场以及1处足球或橄榄球场。
截至2023年8月，略雷境内暂无任何注册足球俱乐部。科尔梅耶-略雷体育联盟（Union Sportive Cormeilles Lieurey，编号550717）是该区域的一支足球队，注册地位于科尔梅耶，其主队2023至2024赛季参加厄尔省足球联赛乙组（法国第十级别），其主场为位于科尔梅耶境内的马克西姆·德康球场（Stade Maxime Decamps）。

### 环境
略雷的环境事务由其所属的略万-欧日地区市镇公共社区联合各级政府协调负责。2021年，略雷境内暂无污染企业。

### 治安
略雷及其附近的共106个市镇是蓬托德梅尔国家宪兵队（zone gendarmerie de Pont-Audemer）的管辖范围。2020年，该宪兵队累计记录各类案件2,509起，其中盗窃类案件1,251起，经济类案件373起，毒品交易类案件77起。

## 文化

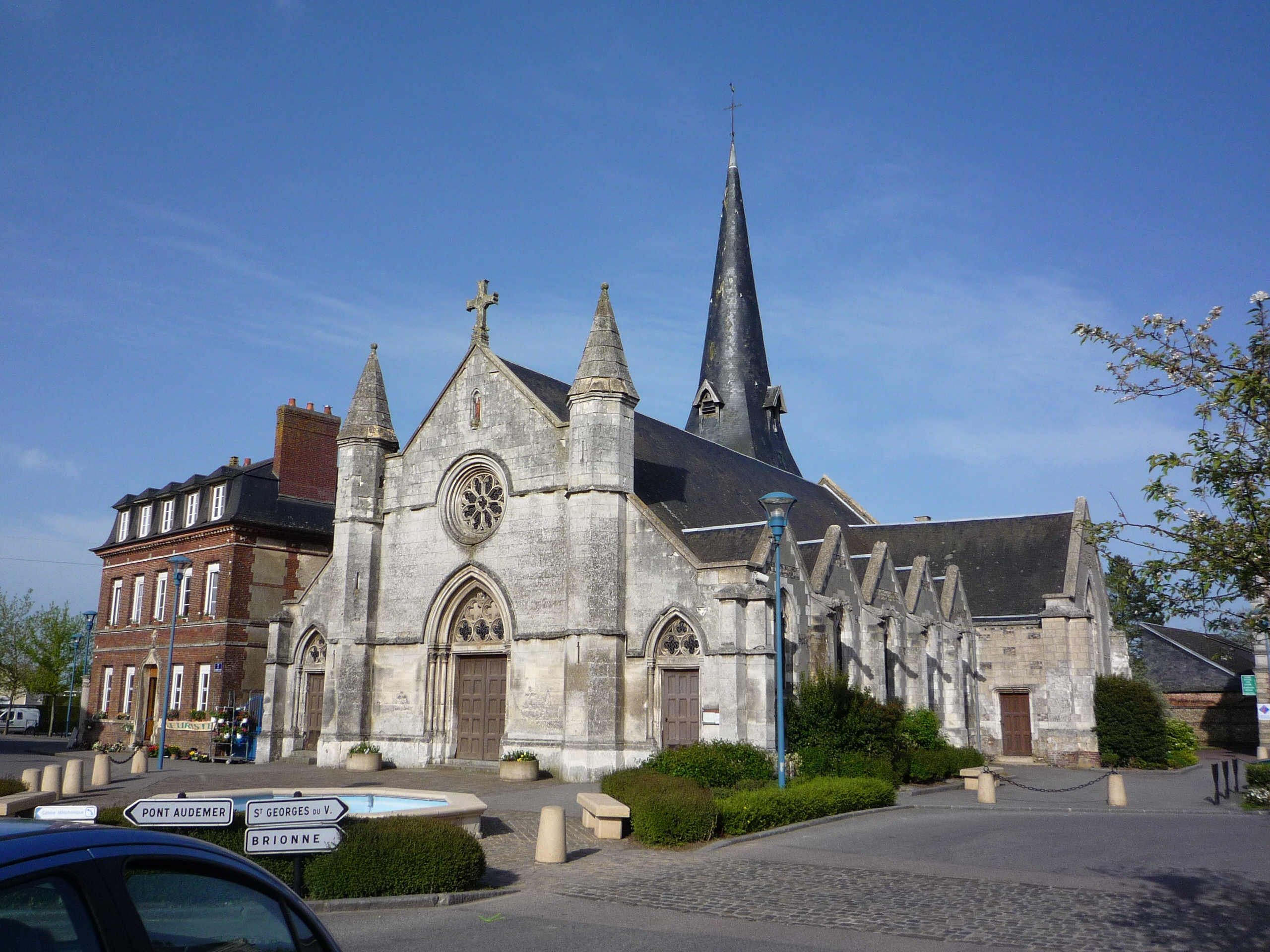
圣马丁教堂

2021年，略雷境内暂无任何文化设施。略雷市政府提供多媒体中心，每周一、二、三、四、六向公众开放。

### 建筑
略雷境内有多处历史建筑，其中大教堂、圣马丁教堂（Église Saint-Martin de Lieurey）等为法国国家文物保护单位等，教堂则是当地的地标性建筑物。

### 旅游
略雷的旅游事务由其所属的略万-欧日地区市镇公共社区负责。2022年，略雷境内暂无任何游客接待设施。

### 媒体
法国主要的媒体均可在略雷接收，法国电视三台下属的诺曼底大区频道在部分时段播出略雷所在厄尔省的地方新闻。

## 相关人物
法国物理学家亨利·贝纳尔出生于略雷。

## 友好城市
截至2023年8月，略雷暂未建立任何友好城市关系。